# Vufflens-le-Château
Vufflens-le-Château é uma comuna da Suíça, situada no distrito de Morges, no cantão de Vaud. Tem 2,14 km² de área e sua população em 2018 foi estimada em 885 habitantes.